# Danh sách Chủ tịch Thượng viện Thái Lan
Chủ tịch Thượng viện Thái Lan là người đứng đầu Thượng viện của Quốc hội Thái Lan.

## Danh sách Chủ tịch Thượng viện
| Tên                                      | Thời gian                                   |
| ---------------------------------------- | ------------------------------------------- |
| Vilas Ostananda                          | 4 tháng 6 năm 1946 – 24 tháng 8 năm 1946    |
| Chuẩn Đô đốc Phya Sorayudthasenee        | 31 tháng 8 năm 1946 – 8 tháng 11 năm 1947   |
| Chao Phya Sridhamadhibes                 | 26 tháng 11 năm 1947 – 29 tháng 11 năm 1951 |
| Đại tá Vorkambancha(Boonkerd Stantanort) | 22 tháng 7 năm 1968 – 17 tháng 11 năm 1971  |
| Chitti Tingsabadh                        | 1974–1976                                   |
| Thống chế Không quân Harin Hongsakul     | 9 tháng 5 năm 1979 – 19 tháng 3 năm 1983    |
| Charubutr Ruengsuvan                     | 26 tháng 4 năm 1983 – 19 tháng 3 năm 1984   |
| Ukrit Mongkolnavin                       | 30 tháng 4 năm 1984 – 21 tháng 4 năm 1989   |
| Van Chanchue                             | 4 tháng 5 năm 1989 – 23 tháng 2 năm 1991    |
| Ukrit Mongkolnavin                       | 3 tháng 4 năm 1993 – 26 tháng 5 năm 1992    |
| Meechai Ruchuphan                        | 28 tháng 6 năm 1992 – 29 tháng 6 năm 1992   |
| Meechai Ruchuphan                        | 1996 – 21 tháng 3 năm 2000                  |
| Sanit Vorapanya                          | 1 tháng 8 năm 2000 – 2002                   |
| Manoonkrit Roopkachorn                   | 2002–2004                                   |
| Suchon Chaleekure                        | 2004 – 21 tháng 3 năm 2006                  |
| Prasobsook Boondech                      | 14 tháng 3 năm 2008 - 18 tháng 2 năm 2011   |
| Teeradej Meepien                         | 22 tháng 4 năm 2011 – 25 tháng 7 năm 2012   |
| Nikom Wairatpanij                        | 23 tháng 8 năm 2012 – nay                   |